# Hasliberg
Hasliberg (toponimo tedesco; fino al 1923 Hasleberg) è un comune svizzero di 1 183 abitanti del Canton Berna, nella regione dell'Oberland (circondario di Interlaken-Oberhasli).

## Storia
Il comune di Hasliberg è stato istituito nel 1834 con l'unione delle comunità (Bäuert) di Goldern, Hohfluh, Reuti e Wasserwendi.

## Monumenti e luoghi d'interesse
- Chiesa riformata di Hohfluh, eretta nel 1939[1];
- Cappella cattolica, eretta nel 1977[1].

## Società

### Evoluzione demografica
L'evoluzione demografica è riportata nella seguente tabella:
Abitanti censiti

## Cultura

### Istruzione
In località Goldern ha sede l'Ecole d'Humanité, collegio internazionale fondato nel 1946.

## Geografia antropica
Il comune di Hasliberg comprende:
- Goldern
- Hohfluh
- Reuti
- Unterfluh
- Wasserwendi
- Weissenfluh

## Economia
Hasliberg è una località di villeggiatura  sviluppatasi dagli anni 1890 e una stazione sciistica sviluppatasi dagli anni 1960.

## Infrastrutture e trasporti

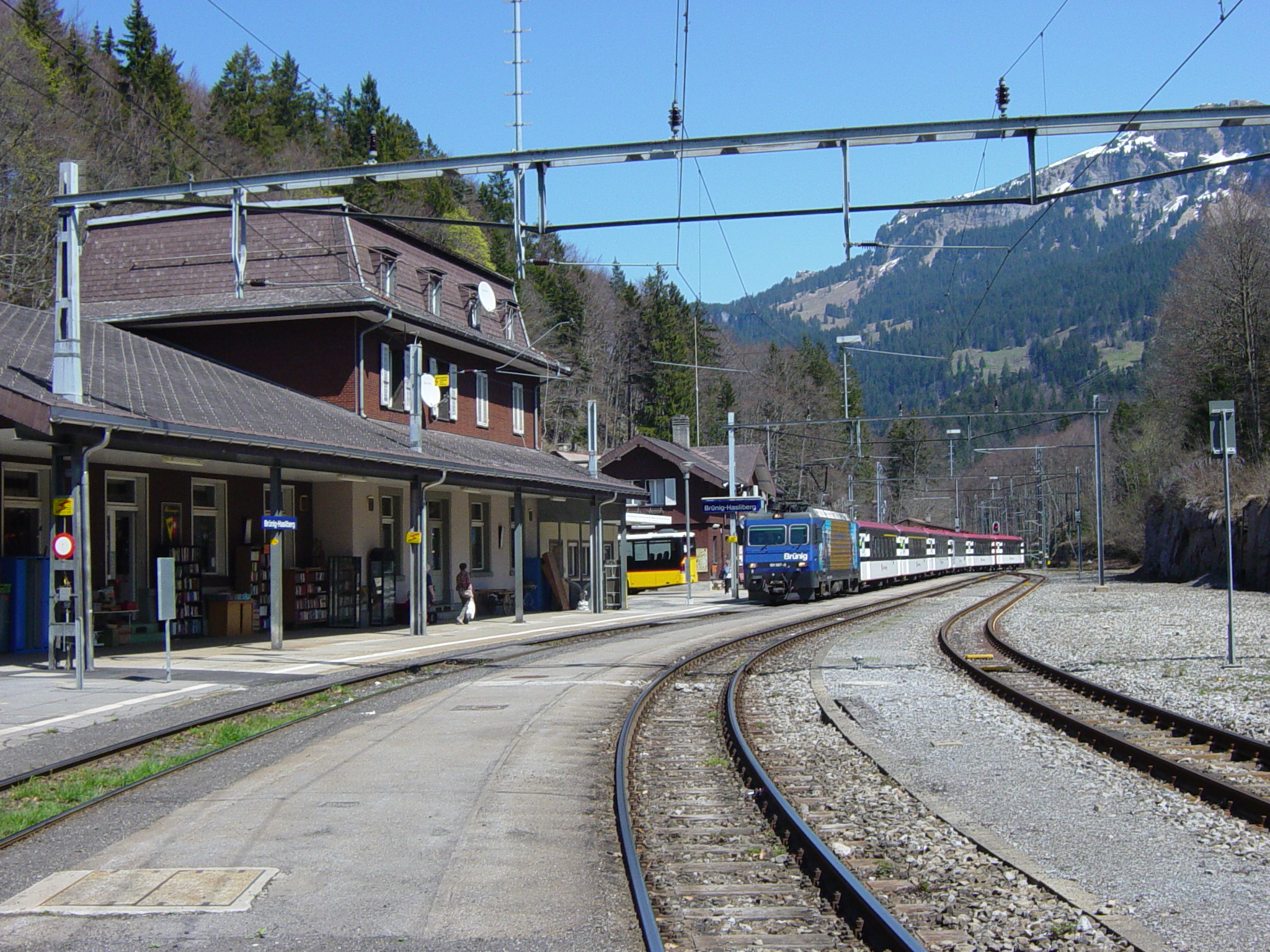
La stazione di Brünig-Hasliberg

Hasliberg è servito dalla stazione di Brünig-Hasliberg sulla ferrovia del Brünig e dalle ferrovie di montagna Käserstatt e Meiringen-Planplatten.

## Amministrazione
Ogni famiglia originaria del luogo fa parte del cosiddetto comune patriziale e ha la responsabilità della manutenzione di ogni bene ricadente all'interno dei confini del comune.

## Sport

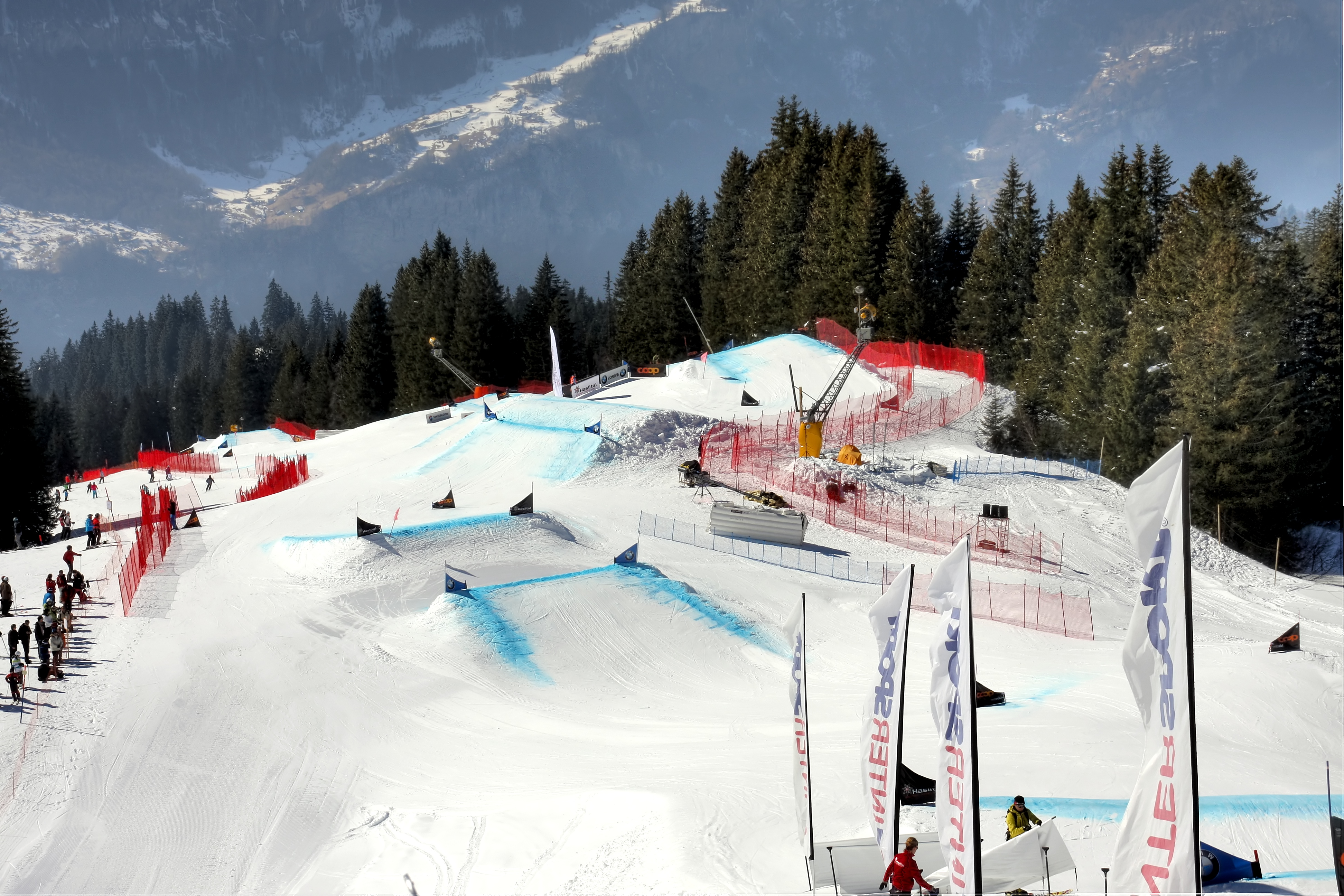
Una pista della Coppa del Mondo di freestyle 2011

Hasliberg ha ospitato varie tappe della Coppa del Mondo di freestyle, i Campionati mondiali di freestyle 1999 e i Campionati svizzeri di sci alpino 2018.